# Кубок Румунії з футболу 2020—2021
Кубок Румунії з футболу 2020–2021 — 83-й розіграш кубкового футбольного турніру в Румунії. Титул ввосьме здобула КС Університатя (Крайова).

## Календар
| Раунд           | Дата                       | Матчі | Клуби    |
| --------------- | -------------------------- | ----- | -------- |
| Перший раунд    | 9 вересня 2020             | 30    | 126 → 96 |
| Другий раунд    | 22 вересня 2020            | 27    | 96 → 69  |
| Третій раунд    | 6-8 жовтня 2020            | 21    | 69 → 48  |
| Четвертий раунд | 20-21 жовтня 2020          | 16    | 48 → 32  |
| 1/16 фіналу     | 27-30 листопада 2020       | 16    | 32 → 16  |
| 1/8 фіналу      | 9-11 лютого 2021           | 8     | 16 → 8   |
| 1/4 фіналу      | 2-4 березня 2021           | 4     | 8 → 4    |
| 1/2 фіналу      | 14 квітня - 12 травня 2021 | 4     | 4 → 2    |
| Фінал           | 22 травня 2021             | 1     | 2 → 1    |

## Регламент
У перших п'яти раундах беруть участь клуби нижчих дивізіонів чемпіонату Румунії. Клуби провідного дивізіону стартують з 1/16 фіналу. На всіх стадіях окрім півфіналів, команди грають по одному матчу.

## 1/16 фіналу
| Команда 1                         | Рахунок      | Команда 2                      |
| --------------------------------- | ------------ | ------------------------------ |
| 27 листопада 2020                 |              |                                |
| Кіндія (Тирговіште)               | 1:1 пен. 4:2 | Германнштадт                   |
| Прогресул (Бухарест) (3)          | 0:5          | КС Університатя (Крайова)      |
| 28 листопада 2020                 |              |                                |
| Турріс-Олтул (Турну-Мегуреле) (2) | 1:0          | Сепсі                          |
| Синмартін (3)                     | 0:1          | Дунеря (Келераші) (2)          |
| Університатя (Крайова) (2)        | 1:3          | АСУ Політехніка Тімішоара (2)  |
| Фарул (Констанца) (2)             | 2:1          | Академіка (Клінчень)           |
| Конкордія (2)                     | 0:2          | Ботошані                       |
| Віїторул (Тиргу-Жіу) (2)          | 1:0          | Арджеш                         |
| Чахлеул (3)                       | 1:2          | Петролул (2)                   |
| Динамо (Бухарест)                 | 3:0          | Віторул (Констанца)            |
| 29 листопада 2020                 |              |                                |
| Ріпенсія (2)                      | 1:5          | Астра                          |
| Хушана (Хуші) (3)                 | 2:8          | Університатя (Клуж-Напока) (2) |
| Волунтарі                         | 0:6          | Газ Метан                      |
| Політехніка (Ясси)                | 1:0          | ЧФР (Клуж-Напока)              |
| 30 листопада 2020                 |              |                                |
| Чиксереда (2)                     | 0:2          | УТА Арад                       |
| Глорія (Бузеу) (2)                | 0:3          | ФКСБ                           |

## 1/8 фіналу
| Команда 1                      | Рахунок | Команда 2                         |
| ------------------------------ | ------- | --------------------------------- |
| 9 лютого 2021                  |         |                                   |
| Дунеря (Келераші) (2)          | 3:0     | Турріс-Олтул (Турну-Мегуреле) (2) |
| Петролул (2)                   | 3:0     | Політехніка (Ясси)                |
| 10 лютого 2021                 |         |                                   |
| Фарул (Констанца) (2)          | 0:3     | Кіндія (Тирговіште)               |
| Університатя (Клуж-Напока) (2) | 2:1     | УТА Арад                          |
| Динамо (Бухарест)              | 1:0     | ФКСБ                              |
| 11 лютого 2021                 |         |                                   |
| АСУ Політехніка Тімішоара (2)  | 0:1     | Астра                             |
| Ботошані                       | 0:1     | КС Університатя (Крайова)         |
| Віїторул (Тиргу-Жіу) (2)       | 1:0     | Газ Метан                         |

## 1/4 фіналу
| Команда 1                      | Рахунок | Команда 2                 |
| ------------------------------ | ------- | ------------------------- |
| 2 березня 2021                 |         |                           |
| Кіндія (Тирговіште)            | 0:1     | КС Університатя (Крайова) |
| 3 березня 2021                 |         |                           |
| Університатя (Клуж-Напока) (2) | 1:2     | Віїторул (Тиргу-Жіу) (2)  |
| Петролул (2)                   | 0:3     | Астра                     |
| 4 березня 2021                 |         |                           |
| Дунеря (Келераші) (2)          | 1:3     | Динамо (Бухарест)         |

## 1/2 фіналу
| Команда 1                  | Заг.         | Команда 2                | 1-й матч | 2-й матч |
| -------------------------- | ------------ | ------------------------ | -------- | -------- |
| 13 квітня — 12 травня 2021 |              |                          |          |          |
| Астра                      | 1:1 пен. 5:4 | Динамо (Бухарест)        | 1:0      | 0:1 дч   |
| КС Університатя (Крайова)  | 5:2          | Віїторул (Тиргу-Жіу) (2) | 3:0      | 2:2      |

## Фінал
| 22 травня 2021 20:30 (EEST) |

| Астра                 | 2:3 (д.ч.) | КС Університатя (Крайова)        |
| --------------------- | ---------- | -------------------------------- |
| Геман 17' Бо-Кане 93' | Протокол   | Іван 14' Ністор 100' Скречу 113' |

| «Ілле Оане», Плоєшті Глядачів: 1 500 Арбітр: Гораціу Феснік |